# Phaneroptera furcifera
Phaneroptera furcifera är en insektsart som beskrevs av Carl Stål 1861. Phaneroptera furcifera ingår i släktet Phaneroptera och familjen vårtbitare. Inga underarter finns listade i Catalogue of Life.